# Jester Hairston
Jester Joseph Hairston, né le 9 juillet 1901 à Belews Creek (en) (comté de Forsyth, Caroline du Nord) et mort le 18 janvier 2000 à Los Angeles (Californie), est un acteur, auteur-compositeur, arrangeur, chanteur et chef de chœur américain (parfois crédité Jester J. Hairston).

## Biographie
Chanteur, auteur-compositeur, arrangeur et chef de chœur dès sa jeunesse, Jester Hairston s'illustre notamment dans les répertoires du blues, du gospel et du negro spiritual, entre autres au disque et à la radio.
Il se produit une fois au théâtre à Broadway (New York) dans la comédie musicale Hello, Paris (1930, avec Charles « Chic » Sale).
Au cinéma, après un court métrage en 1930, son premier long métrage est Les Verts Pâturages de Marc Connelly et William Keighley (1936, avec Rex Ingram et Oscar Polk), où il est membre du Hall Johnson Choir. Parmi ses films américains suivants comme acteur, mentionnons Les Voyages de Sullivan de Preston Sturges (1941, avec Joel McCrea et Veronica Lake, où il est en outre chef de chœur), Alamo de John Wayne (1960, avec le réalisateur et Richard Widmark), Dans la chaleur de la nuit de Norman Jewison (1967, avec Sidney Poitier et Rod Steiger) et Lady Sings the Blues de Sidney J. Furie (1972, avec Diana Ross et Billy Dee Williams). Son dernier film est Dans la peau de John Malkovich de Spike Jonze (1999, avec John Cusack et Cameron Diaz).
À la télévision américaine, il contribue comme acteur à vingt-deux séries, la première étant Amos 'n' Andy (dix épisodes, 1951-1953). Ultérieurement, citons Rawhide (un épisode, 1959), Les Bannis (un épisode, 1969) et surtout Amen (intégrale en cent-dix épisodes, 1986-1991). Son ultime série est La Vie de famille (un épisode, 1993). S'ajoutent deux téléfilms, diffusés respectivement en 1960 et 1977.
Pour sa contribution à la télévision, une étoile lui est dédiée depuis 1992 sur le Hollywood Walk of Fame d'Hollywood Boulevard.
Jester Hairston meurt début 2000, à 98 ans. 

## Théâtre à Broadway (intégrale)
- 1930 : Hello, Paris, comédie musicale, musique de Russell Tarbox et Maury Rubens, paroles de Charles O. Locke et Frank Bannister, livret d'Edgar Smith : un steward / un membre de la troupe

## Filmographie partielle

### Cinéma

#### Acteur
(sauf mention complémentaire)

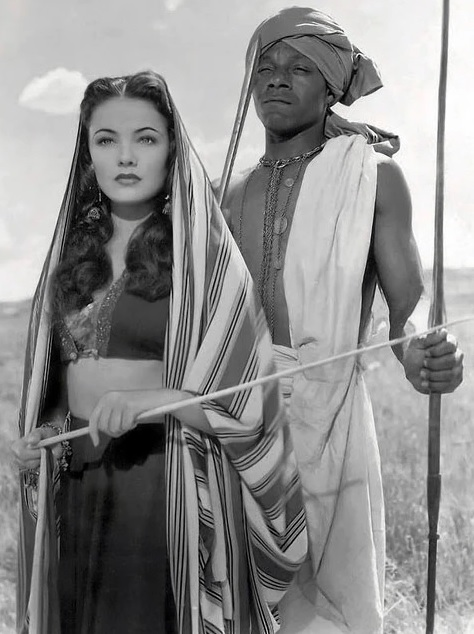
Avec Gene Tierney, dans Crépuscule (1941)

- 1936 : Les Verts Pâturages (The Green Pastures) de Marc Connelly et William Keighley : un membre du Hall Johnson Choir
- 1941 : Crépuscule (Sundown) d'Henry Hathaway : un indigène
- 1941 : Les Voyages de Sullivan (Sullivan's Travels) de Preston Sturges : Charlie (+ chef de chœur)
- 1942 : L'amour n'est pas en jeu (In This Our Life) de John Huston : un prisonnier
- 1942 : Au temps des tulipes (The Vanishing Virginian) de Frank Borzage : un déménageur
- 1942 : Griffes jaunes (Across the Pacific) de John Huston : un passant
- 1952 : Cinq Mariages à l'essai (We're Not Married!) d'Edmund Goulding : le chef de chœur
- 1953 : So This Is Love de Gordon Douglas : un prêcheur
- 1954 : Tanganyika d'André de Toth : un chanteur
- 1955 : La Peau d'un autre (Pete Kelly's Blues) de Jack Webb : un proche aux funérailles
- 1956 : Tension à Rock City (Tension at Table Rock) de Charles Marquis Warren : un concierge
- 1956 : Pleine de vie (Full of Life) de Richard Quine : un porteur à la gare
- 1957 : L'Esclave libre (Band of Angels) de Raoul Walsh : un esclave (+ chef de chœur)
- 1958 : St. Louis Blues d'Allen Reisner : un membre du chœur
- 1960 : Alamo (The Alamo) de John Wayne : Jethro
- 1961 : Été et Fumées (Summer and Smoke) de Peter Glenville : Thomas
- 1962 : Du silence et des ombres (To Kill a Mockingbird) de Robert Mulligan : Spence Robinson
- 1967 : Dans la chaleur de la nuit (In the Heat of the Night) de Norman Jewison : le majordome d'Endicott
- 1968 : La Vallée du bonheur (Finian's Rainbow) de Francis Ford Coppola : un pèlerin
- 1972 : Lady Sings the Blues de Sidney J. Furie : le majordome
- 1976 : Bingo (The Bingo Long Traveling All-Stars & Motor Kings) de John Badham : Furry Taylor
- 1976 : Le Dernier Nabab (The Last Tycoon) d'Elia Kazan : un serveur au bureau de Stahr
- 1999 : Dans la peau de John Malkovich (Being John Malkovich) de Spike Jonze : un ami de Lester

#### Chef de chœur
(sauf mention contraire ou complémentaire)
- 1937 : Les Horizons perdus (Lost Horizon) de Frank Capra
- 1944 : L'Imposteur (The Impostor) de Julien Duvivier
- 1946 : Duel au soleil (Duel in the Sun) de King Vidor
- 1948 : La Rivière rouge (Red River) d'Howard Hawks
- 1949 : La Charge héroïque (She Wore a Yellow Ribbon) de John Ford
- 1949 : Le Portrait de Jennie (Portrait of Jennie) de William Dieterle
- 1953 : Le soleil brille pour tout le monde (The Sun Shines Bright) de John Ford (arrangeur)
- 1954 : Carmen Jones d'Otto Preminger (+ conseiller musical)
- 1955 : La Terre des pharaons (Land of the Pharaohs) d'Howard Hawks
- 1956 : La Loi du Seigneur (Friendly Persuasion) de William Wyler
- 1957 : Le Carnaval des dieux (Something of Value) de Richard Brooks
- 1963 : Le Lys des champs (Lilies of the Field) de Ralph Nelson (arrangeur)

### Télévision
(séries, sauf mention contraire)
- 1951-1953 : Amos 'n' Andy, saisons 1 à 3, 10 épisodes : Henry Van Porter / Leroy Smith / un commerçant / M. Phillips / un propriétaire / M. Johnson
- 1955 : Le Choix de... (Screen Directors Playhouse), saison unique, épisode 6 Life of Vernon Hathaway de Norman Z. McLeod : le cuisinier du train
- 1956 : Gunsmoke ou Police des plaines (Gunsmoke ou Marshall Dillon), saison 1, épisode 14 Professor Lute Bone de Charles Marquis Warren : Wellington
- 1957 : Monsieur et Madame détective (The Thin Man), saison 1, épisode 4 Come Back Darling Asta de John Meredyth Lucas : Murphy
- 1959 : Rawhide, saison 1, épisode 5 Au bord de la folie (Incident on the Edge of Madness) d'Andrew V. McLaglen : Zachariah
- 1961 : Thriller, saison 1, épisode 26 Papa Beenjamin de Ted Post : rôle-titre
- 1964 : Adèle (Hazel), saison 3, épisode 26 Everybody's a Comedian de William D. Russell : Marvin
- 1969 : Les Bannis (The Outcasts), saison unique, épisode 24 Give Me Tomorrow de Paul Landres : Daniel
- 1969 : Le Virginien (The Virginian), saison 8, épisode 1 Long Ride Home de Charles S. Dubin : John Douglas
- 1977 : Green Eyes, téléfilm de John Erman : Dirk Dubeck
- 1986-1991 : Amen, saisons 1 à 5, 110 épisodes (intégrale) : Rolly Forbes
- 1993 : La Vie de famille (Family Matters), saison 4, épisode 19 Le Mariage de maman (Mama's Wedding) : William « Skippy » Thomas

## Distinction
- 1992 : Hollywood Walk of Fame (télévision)